# 기비쓰 신사

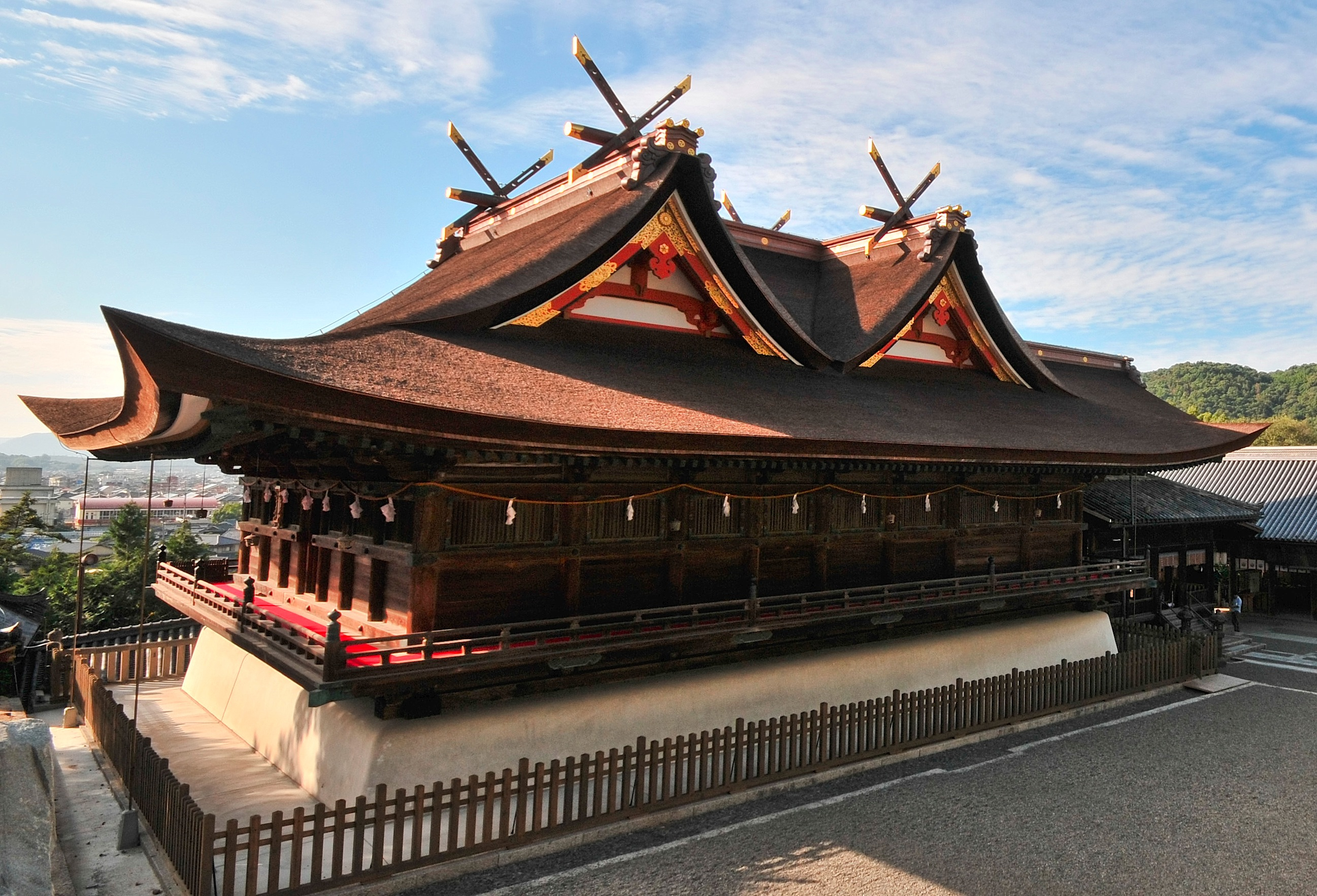
기비쓰 신사

기비쓰 신사(吉備津神社)는 일본 오카야마현 오카야마시 기타구에 있는 신사이다. 신사의 주요 축제는 매년 5월 둘째 일요일과 10월 15일에 열린다.

## 같이 보기
- 이치노미야